# Bula Quo!
Bula Quo! es el trigésimo álbum de estudio de la banda británica de rock Status Quo, publicado en 2013 por Fourth Chord Records, que a su vez fue el último trabajo del baterista Matt Letley que anunció su retiro de la agrupación antes que fuese lanzado al mercado. Es un álbum doble que se lanzó además como banda sonora de la película homónima estrenada en el mismo año y protagonizada por los propios miembros de la banda.
Su primer disco posee solo temas nuevos, mientras que el segundo incluye temas en vivo grabadas entre 2009 y 2010, dos nuevas versiones de clásicos suyos y las pistas «Frozen Hero» y «Reality Cheque» publicadas anteriormente en Quid Pro Quo de 2011. 
Por otro lado, alcanzó el décimo lugar en la lista UK Albums Chart y para promocionarlo se publicaron los sencillos «Bula Bula Quo!», «Looking Out for Caroline» y «Go Go Go», pero solo como descarga digital.

## Lista de canciones

### Disco uno
| N.º | Título                         | Escritor(es)             | Duración |  |
| 1.  | «Looking Out for Caroline»     | Rossi, Bob Young         | 4:00     |  |
| 2.  | «Go Go Go»                     | Parfitt, Wayne Morris    | 4:16     |  |
| 3.  | «Ride and Hide (The Gun Song)» | Edwards, Stuart St. Paul | 4:12     |  |
| 4.  | «Running Inside My Head»       | Letley                   | 3:42     |  |
| 5.  | «Mystery Island»               | Parfitt, Morris          | 4:22     |  |
| 6.  | «All That Money»               | Parfitt, Morris          | 3:13     |  |
| 7.  | «Never Leave a Friend Behind»  | Bown, St. Paul           | 2:51     |  |
| 8.  | «Fiji Time»                    | Edwards                  | 3:14     |  |
| 9.  | «Bula Bula Quo (Kua Ni Lega)»  | Rossi, Young             | 3:50     |  |

### Disco dos
| N.º | Título                                       | Escritor(es)   | Duración |  |
| 1.  | «Living on an Island (Fiji Style)»           | Parfitt, Young | 3:45     |  |
| 2.  | «Frosen Hero»                                | Rossi, Bown    | 4:20     |  |
| 3.  | «Reality Cheque»                             | Rossi, Edwards | 4:05     |  |
| 4.  | «Rockin' All Over the World (Bula Edit)»     | John Fogerty   | 4:27     |  |
| 5.  | «Caroline» (en vivo, 2009)                   | Rossi, Young   | 6:19     |  |
| 6.  | «Beginning of the End» (en vivo, 2010)       | Rossi, Edwards | 4:25     |  |
| 7.  | «Don't Drive My Car» (en vivo, 2010)         | Parfitt, Bown  | 3:49     |  |
| 8.  | «Pictures of Matchstick Men» (en vivo, 2009) | Rossi          | 2:29     |  |
| 9.  | «Whatever You Want» (en vivo, 2010)          | Parfitt, Bown  | 5:10     |  |
| 10. | «Down Down» (en vivo, 2010)                  | Rossi, Young   | 5:04     |  |

## Músicos
- Francis Rossi: voz y guitarra líder
- Rick Parfitt: voz y guitarra rítmica
- John Edwards: bajo y coros
- Andy Bown: teclados y coros
- Matt Letley: batería

Músicos invitados
- Wayne Morris: guitarras extras y coros en «Go Go Go», «All That Money» y «Mystery Island»
- Freddie Edwards: guitarra adicional en «Run and Hide (The Gun Song)»
- Amy Smith: coros en «Looking Out for Caroline», «Running Inside My Head», «Fiji Time», «Bula Bula Quo» y «Living on an Island»
- Kathy Edwards: coros en «Fiji Time»
- Amber Zakatek y Fursey Rossi: coros en «Bula Bula Quo»